# Stizocera nigroapicalis
Stizocera nigroapicalis là một loài bọ cánh cứng trong họ Cerambycidae.